# Chevaline (Haute-Savoie)
Chevaline település Franciaországban, Haute-Savoie megyében. Lakosainak száma 182 fő (2022. január 1.). Chevaline Doussard, Bellecombe-en-Bauges, Doucy-en-Bauges és Jarsy községekkel határos.

## Népesség
A település népességének változása:
| Lakosok száma | 206  | 201  | 203  | 201  | 202  | 195  | 189  | 182  |
|               | 2013 | 2015 | 2017 | 2018 | 2019 | 2020 | 2021 | 2022 |